# Carmel de Marienthal
Pour les articles homonymes, voir Carmel.
Le Carmel de Marienthal est un couvent de moniales situé à Marienthal dans le département français du Bas-Rhin. Le carmel a été fondé en 1886 par Dominique Jenner à Marienthal dans la ville de Haguenau, en France. Aujourd'hui, il continue à abriter une communauté de Carmélites.

## Fondation
Le père de Sœur Marguerite, Dominique Jenner, désirait la création d'un carmel à Marienthal (Bas-Rhin) et pour ce faire, avait acquis un terrain dans la « forêt sainte » où s'était retiré en ermite, au XIIIe siècle, Albert de Haguenau, suivi de plusieurs disciples. L'autorisation de créer le carmel est accordée, le 15 octobre 1886, en la fête de Sainte Thérèse d'Avila, fondatrice de l'ordre. La première pierre du petit sanctuaire est posée le 18 avril 1887, et les travaux sont supervisés par M. Jenner.
Il a été fondé le 25 octobre 1887 par une religieuse carmélite, Joséphine Jenner, en religion Marguerite du Saint-Sacrement, native de Haguenau et venue du Carmel d'Amiens où elle avait prononcé ses vœux le 4 avril 1872. Le couvent comprend en particulier une chapelle bâtie en 1890.
L'évêque de Strasbourg, Mgr Fritzen attribue la charge de prieure à Sœur Marguerite bientôt rejointe par deux carmélites venues de Bavière et deux postulantes alsaciennes.

## Agrandissement

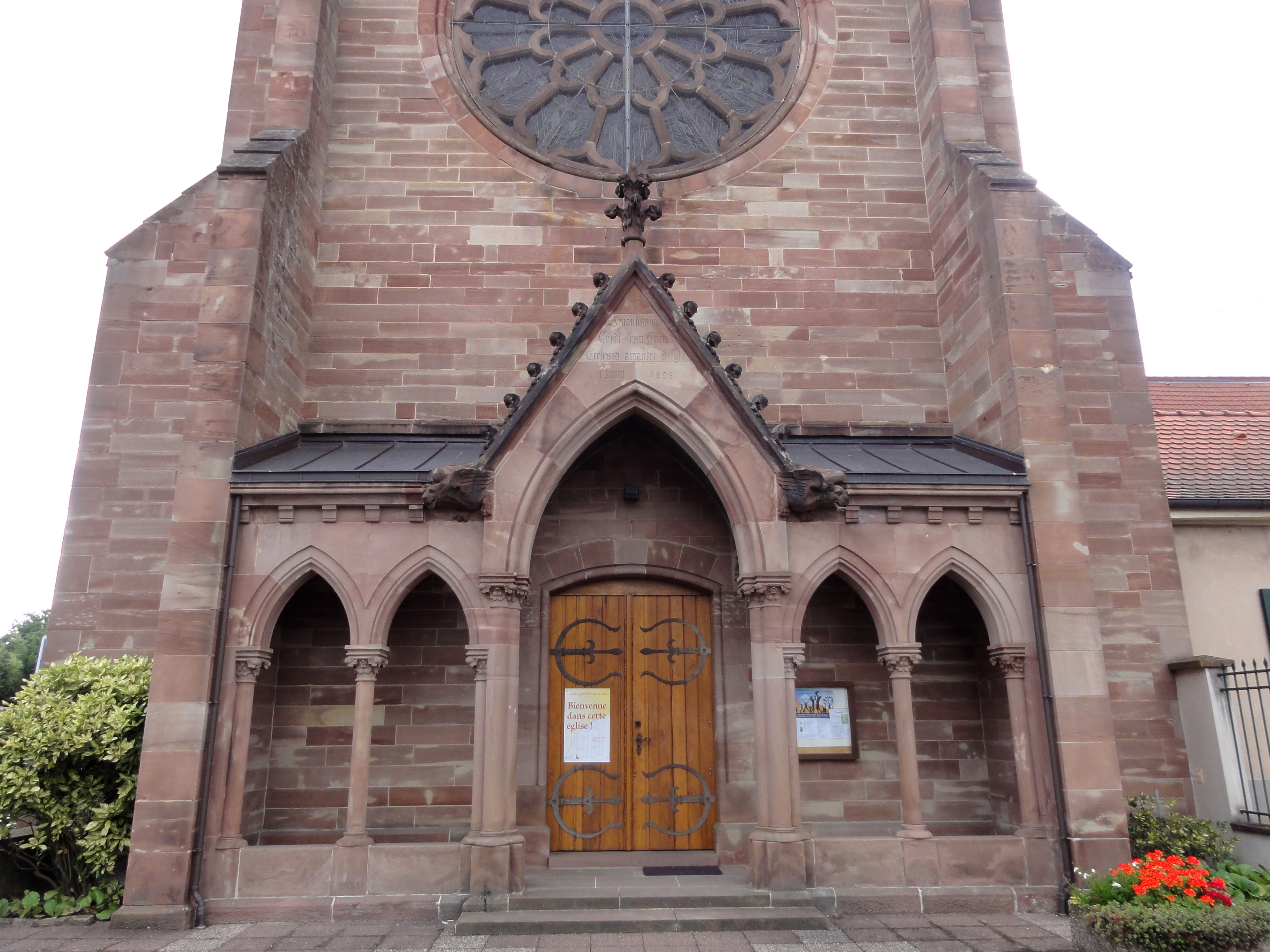
Entrée de la chapelle néo-gothique
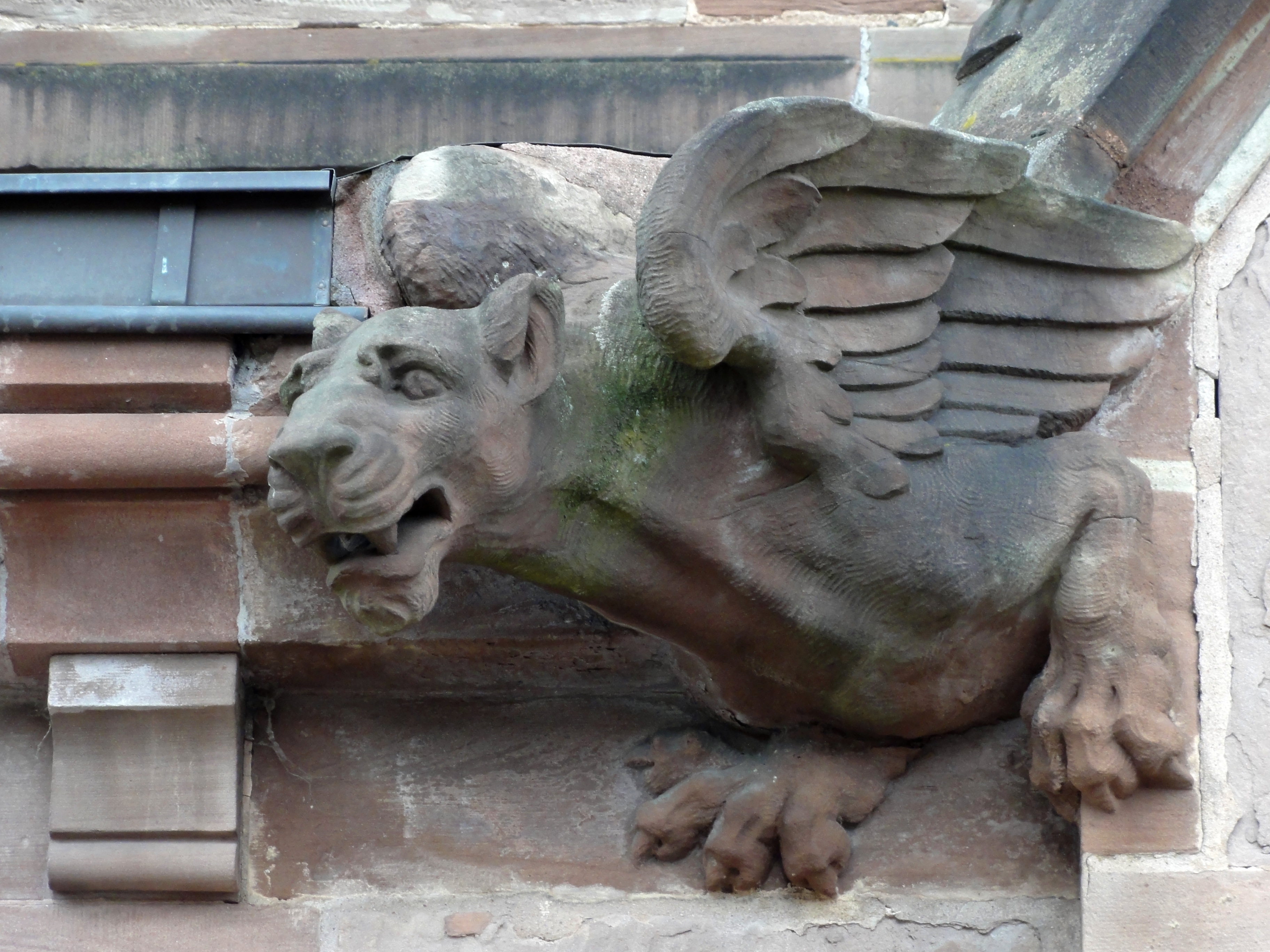
Une des statues encadrant l'entrée de la chapelle
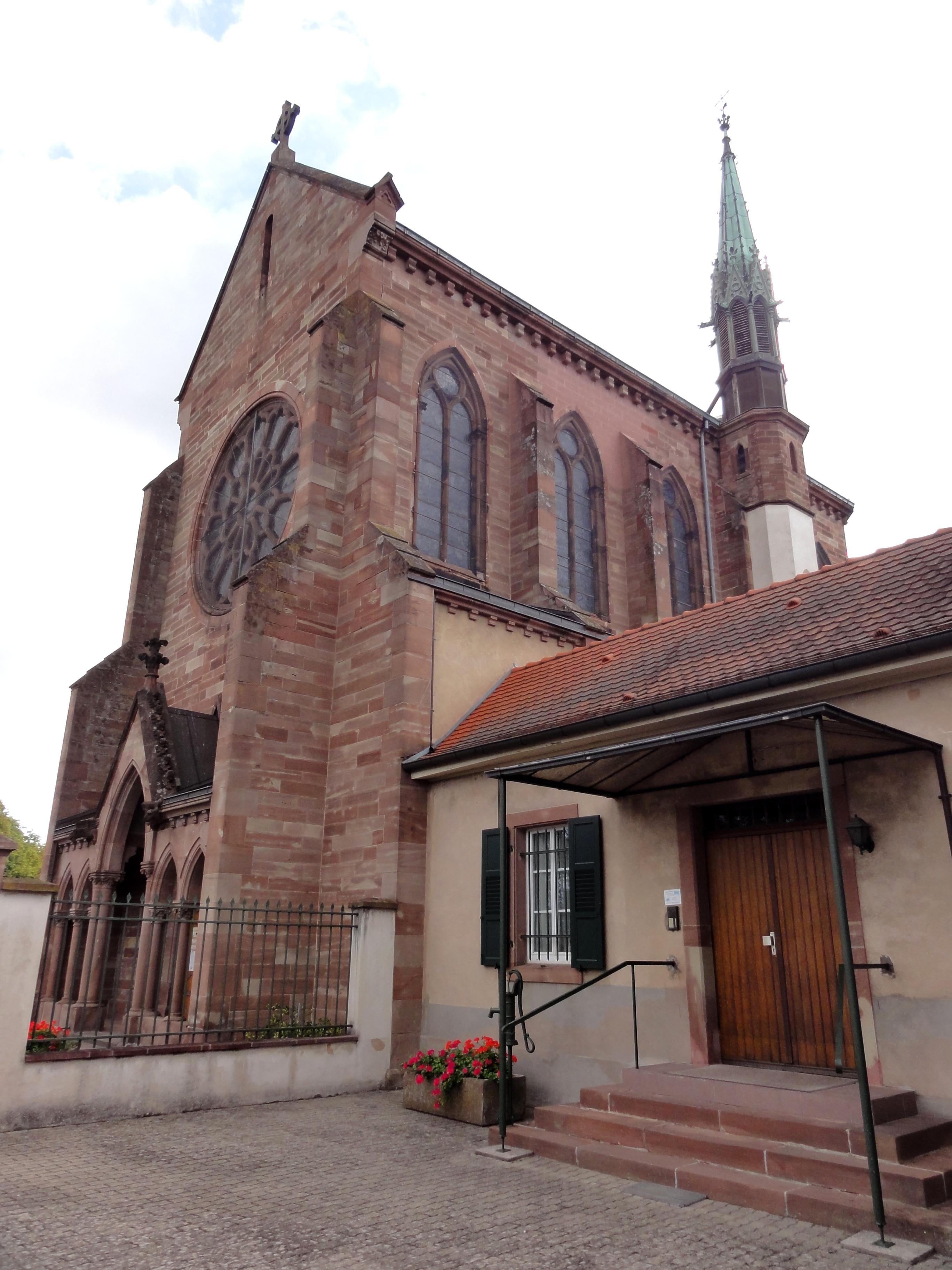
Entrée du carmel

En raison de l'accroissement de la communauté, l'agrandissement du monastère devient nécessaire. En 1895 Joseph Jenner, un cousin jésuite de Sœur Marguerite, demande une décision pour que cet agrandissement soit réalisé pour la fin de l'année, avec pour oratoire une petite chapelle néo-gothique. Sa première consécration a lieu le 1er juin 1895, et la bénédiction solennelle par l'évêque de Strasbourg a lieu le 14 novembre de la même année.
En 1902, la veuve du général Robert, ancien aide de camp du général de Patrice de Mac-Mahon et ancien chef de cabinet du président, marquise d'Heille âgée de soixante ans, mère de famille, prend le voile au carmel.
Depuis 1904, à la suite de deux visites de la mère supérieure sœur Marguerite à Pie X, le carmel de Marienthal (Bas-Rhin) relève de l'autorité de Rome et donc du pape et non plus de l'évêché de Strasbourg comme lors de sa fondation, ce que n'accepte pas l'évêque. Le 10 avril 1909, Sœur Marguerite décède et est remplacée par Sœur Marie de Jésus (Caroline Trapp), originaire de Gueberschwihr dans le Haut-Rhin.

## Embellissement

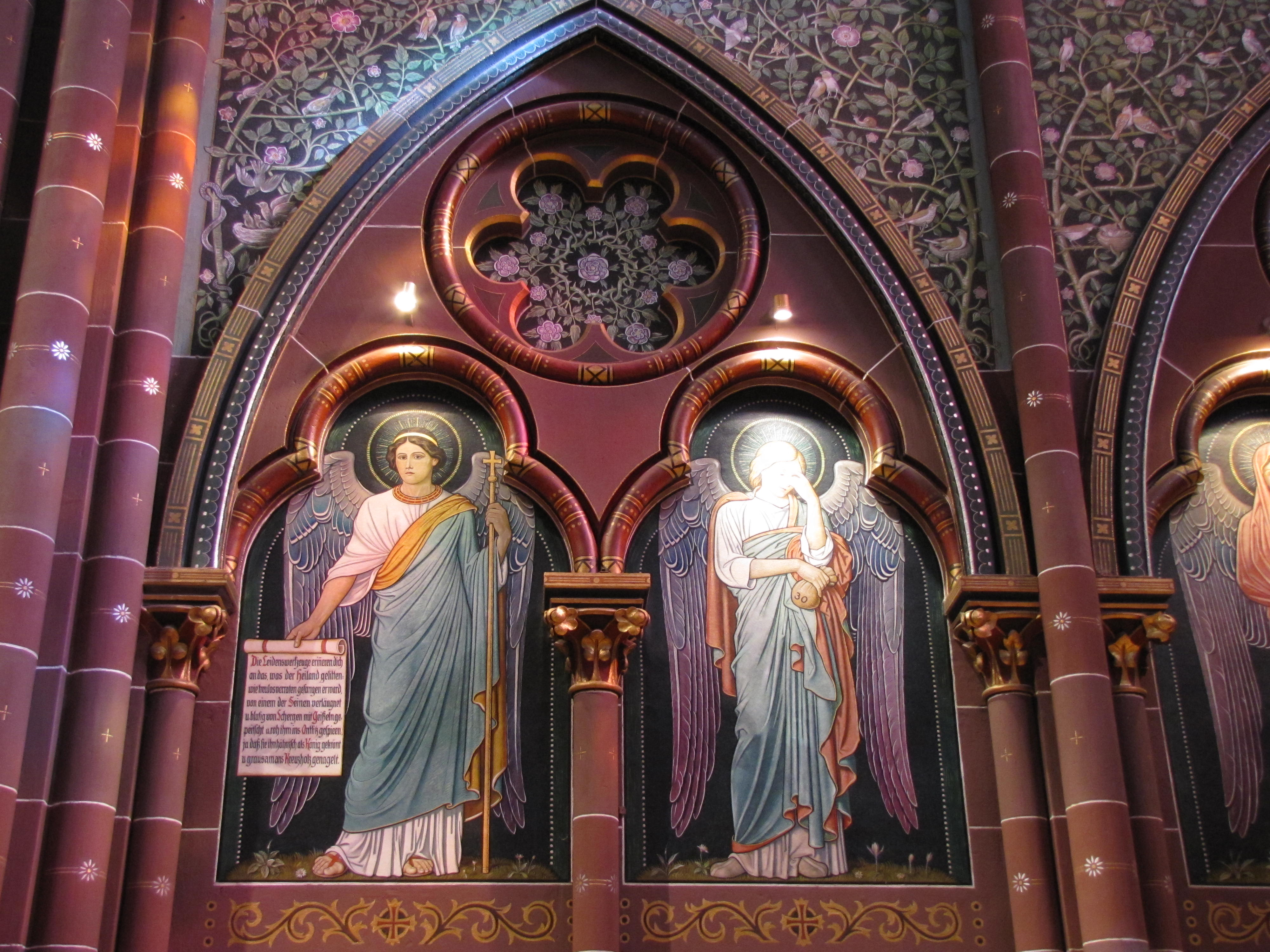
Chapelle décorée de fresques de J. Asal.

Une bienfaitrice du monastère de Fribourg-en-Brisgau, Mlle Ottilie de Wencker recommande le peintre Joseph Asal pour la décoration intérieure.
De 1910 à 1919, la voûte, la nef et le chœur de la chapelle sont décorés de peintures murales par le peintre Joseph Asal influencé par le style pictural du mouvement nazaréen et de l'école de Beuron. Il peint des anges et de nombreux décors floraux.

En 1916, il échappe à l'incorporation dans l'armée allemande car il est âgé de 41 ans et a une mauvaise santé. Les sœurs admirent ce travail : le peintre Joseph Asal est qualifié de "troubadour du pinceau".

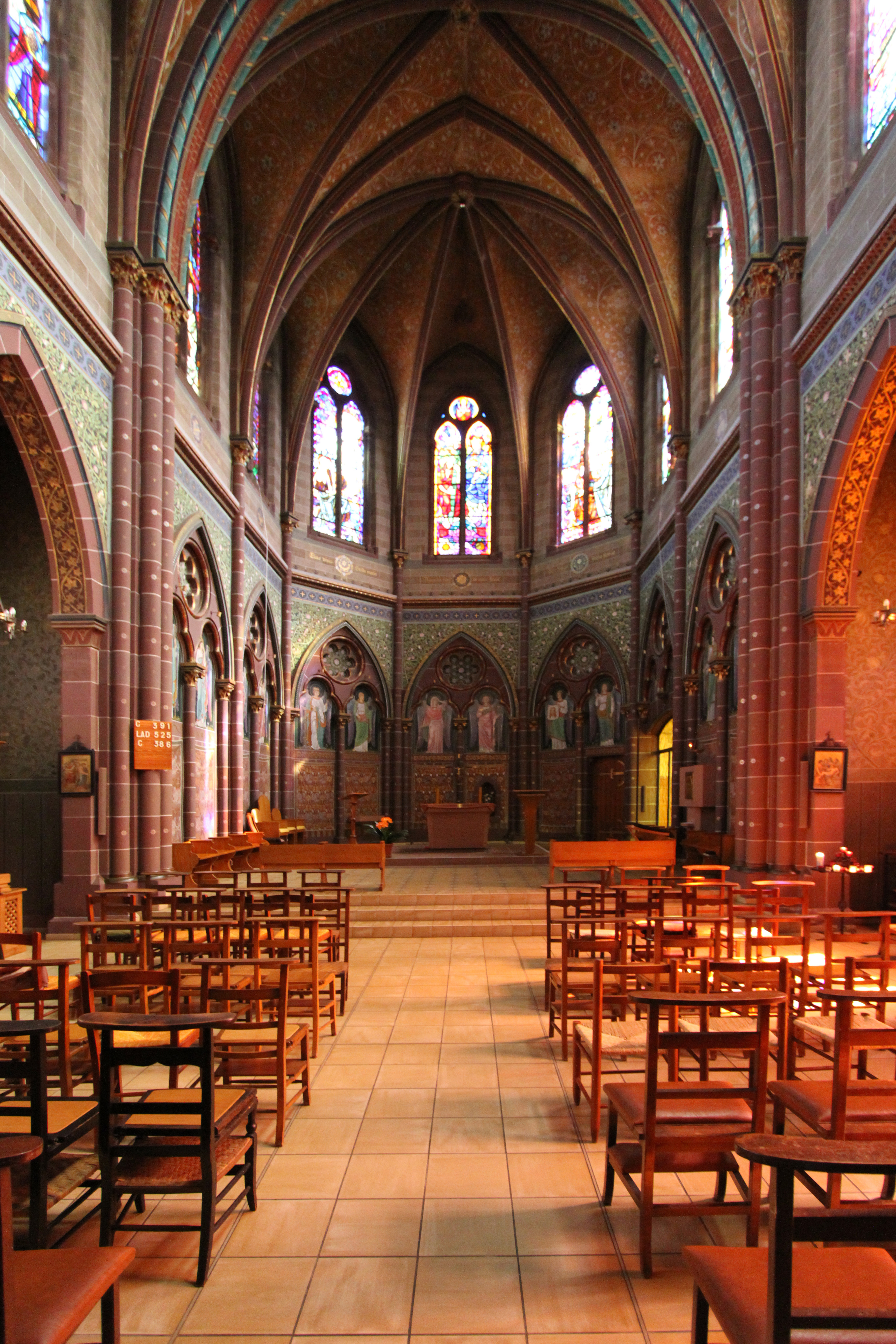
Carmel du sacré-Coeur
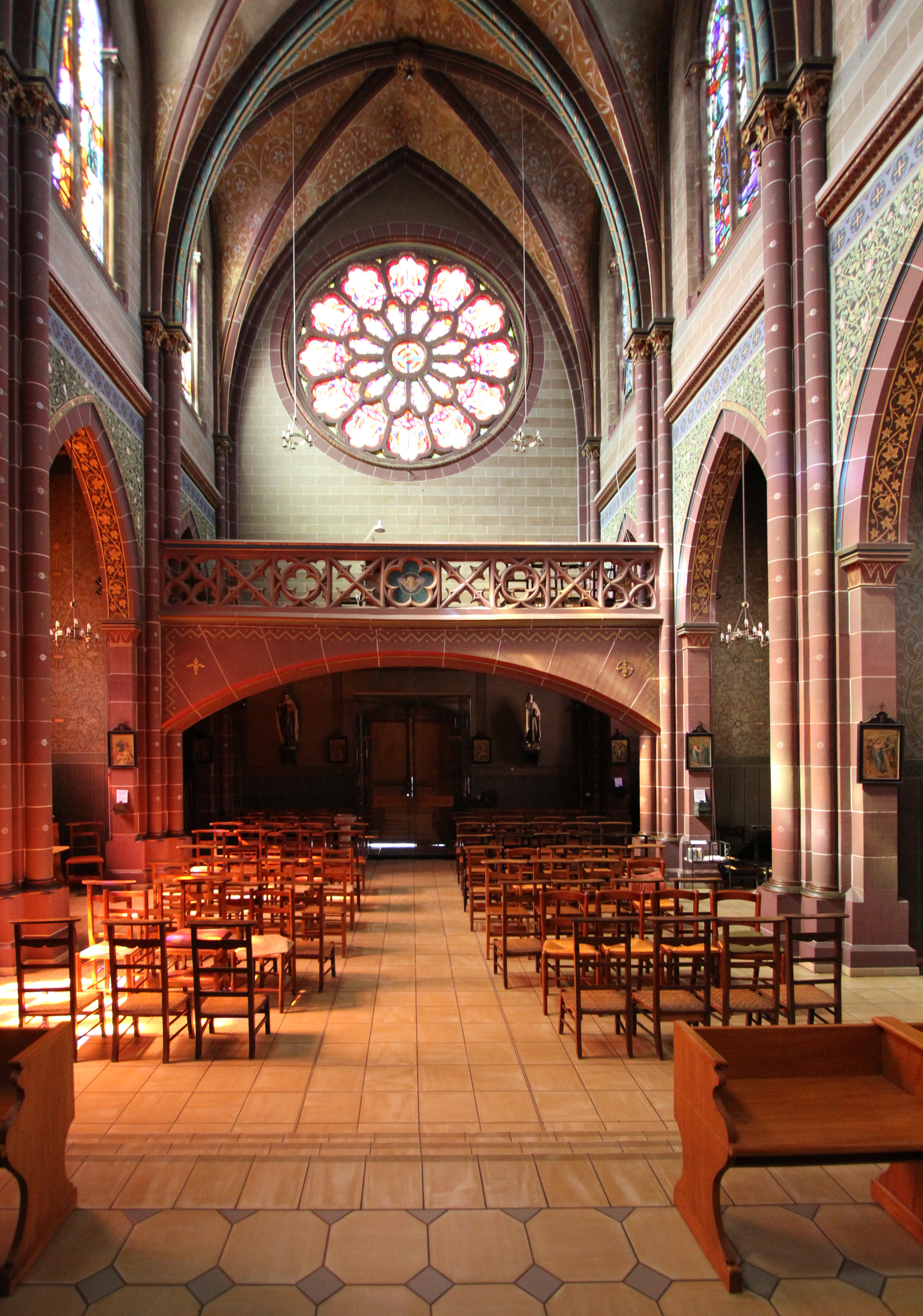
Chapelle du Carmel
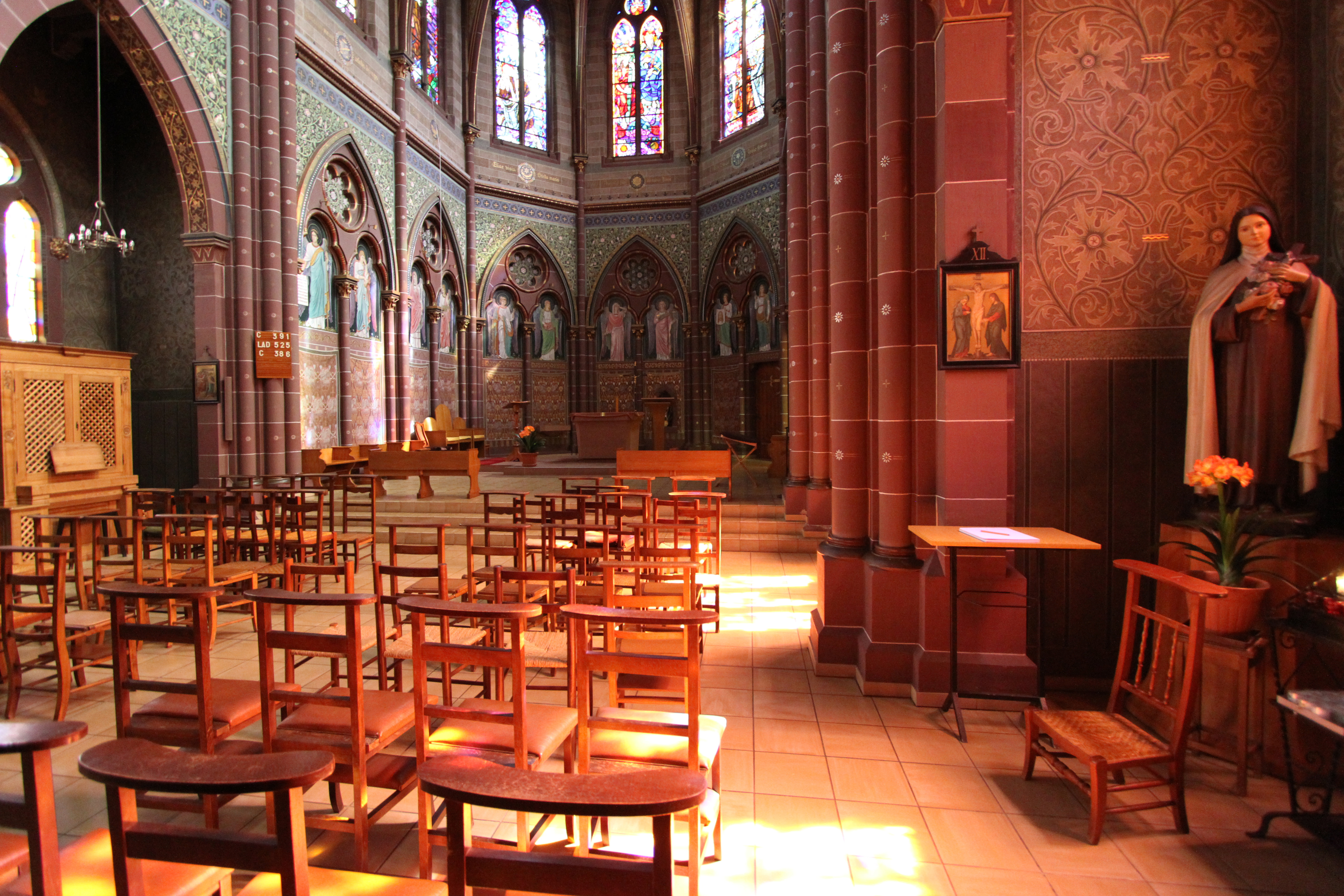
Choeur de la chapelle du Carmel
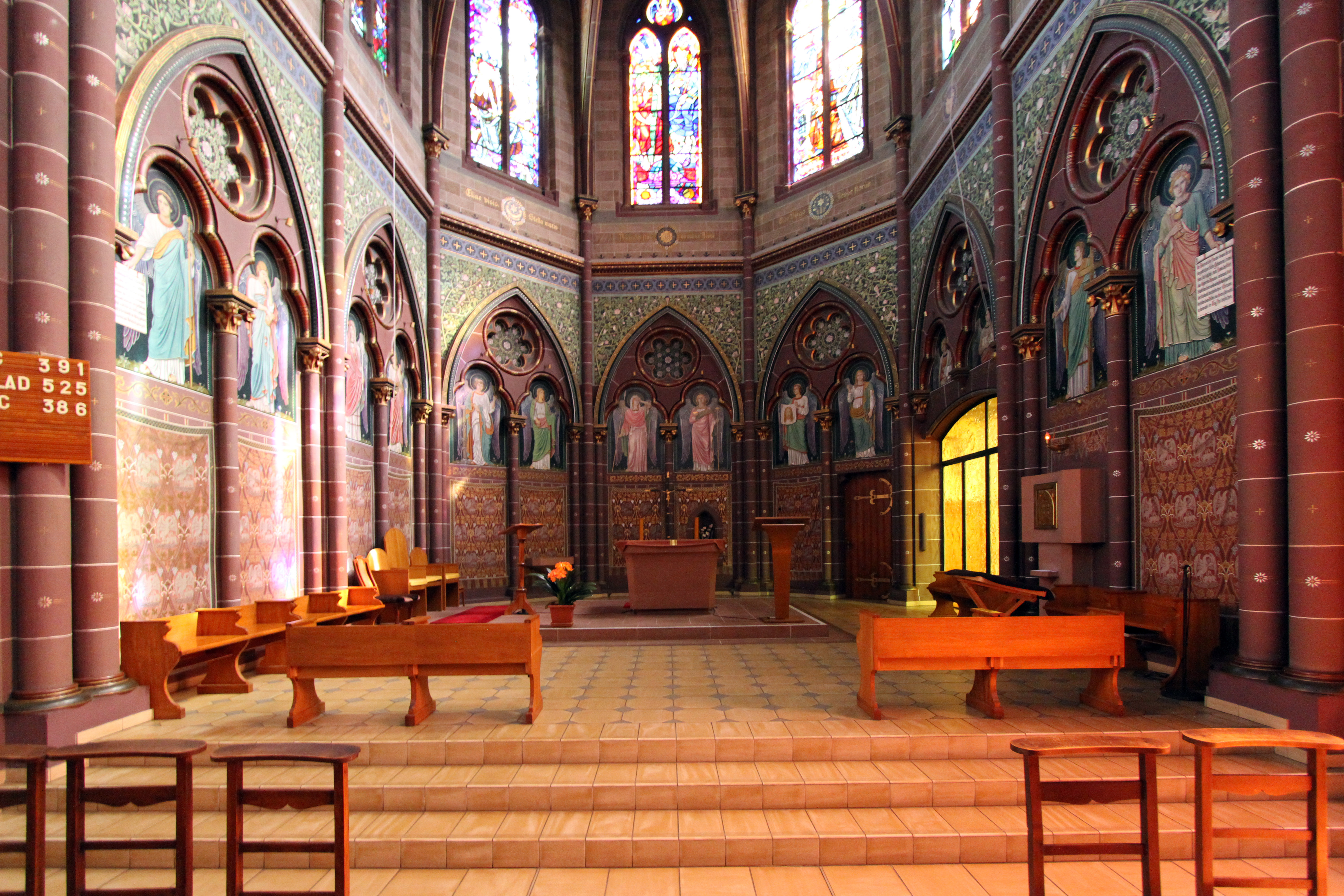
Choeur de la chapelle

## Les tumultes du siècle au sein du Carmel

### Un lazaret au cœur du Carmel de Marienthal (1914-1916)

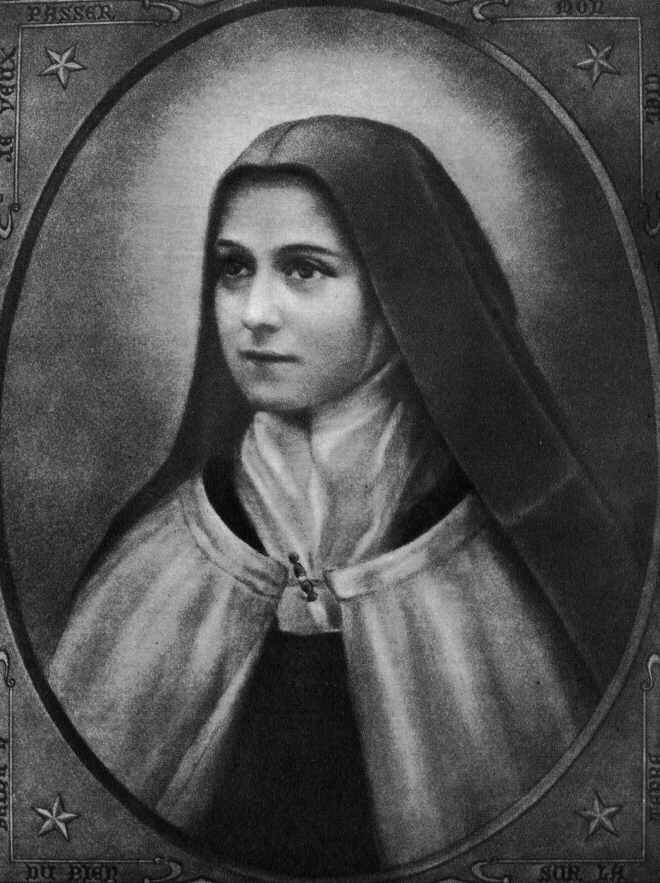
Sainte Thérèse de Lisieux

Pendant la Première Guerre mondiale, l'armée allemande recherche des bâtiments collectifs pour y installer des hôpitaux militaires (restaurants, hôtels, écoles). Le carmel est idéalement situé à proximité de la gare de Marienthal et dispose de grands bâtiments. De plus, les sœurs carmélites peuvent servir d'infirmières ou s'occuper des blessés. D'ailleurs, la Maison des sourdes-muettes, située à quelques mètres du carmel, est également réquisitionnée. Par voie ferrée, le carmel est idéalement situé à une heure des fronts de Lorraine, bataille de Morhange (1914) ou de Haute-Alsace.
Si le carmel avait refusé la réquisition, les sœurs auraient été probablement expulsées.
Le 12 août 1914, une partie du carmel est transformée en hôpital pour accueillir des blessés. Le 26 août 1914, les premiers blessés arrivent. On compte jusqu'à 70 blessés. Au début, ces blessés sont passés par d'autres hôpitaux, par la suite ils arrivent directement du front. Les sœurs servent d'infirmières, reprisent le linge et le lavent ; elles changent les pansements. À Noël, elles organisent une soirée pour les blessés et distribuent des cadeaux. Elles accueillent les familles des blessés et les consolent.
Sur le plan spirituel, les sœurs distribuent des images et médailles de Thérèse de Lisieux ou sainte Thérèse de l'Enfant-Jésus (1873-1897) à laquelle les soldats attribuent de nombreux miracles pour les avoir sauvés de la mort. Son procès en canonisation dure de 1914 à 1917. Elle sera canonisée en 1925.
En raison de la pénurie de charbon, le lazaret du carmel est fermé en décembre 1916 : "Il y a eu des regrets et même aussi des larmes" écrit la rédactrice de la chronique du Carmel.

### La Seconde Guerre mondiale
La population se réfugie au carmel pendant les combats de 1944. Un officier allemand protège le carmel. Une partie de la chapelle est endommagée par des obus ; les vitraux sont détruits.

## Le Carmel de Marienthal aujourd'hui

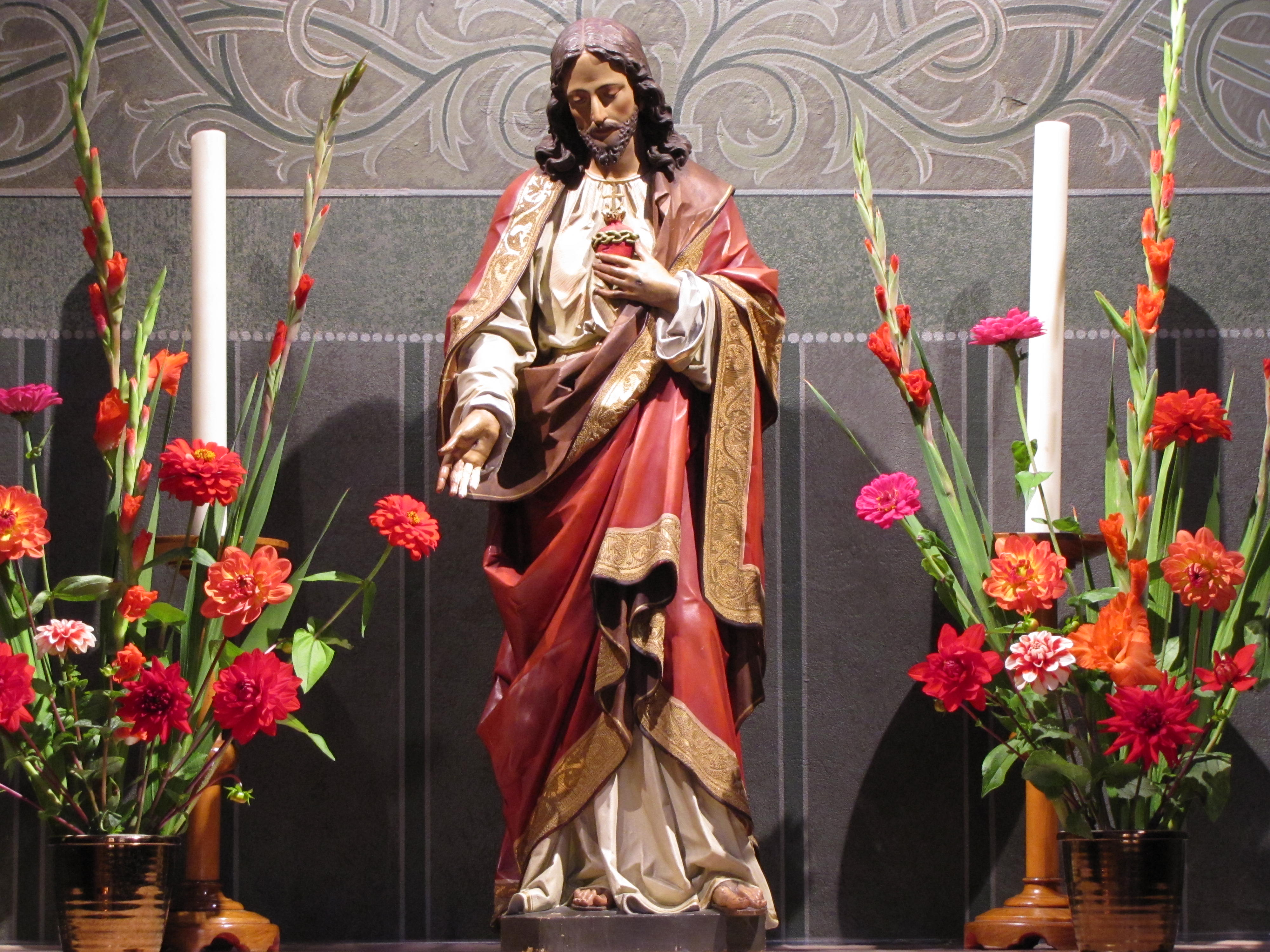
Sacré-Cœur, une des dévotions du carmel.

### Sœurs contemplatives
La règle du Carmel demande une prière continuelle : "Que le glaive de l’Esprit, qui est la parole de Dieu, habite en abondance en votre bouche et en votre cœur et que tout ce que vous avez à faire soit fait selon la parole du Seigneur".
Le Carmel compte 13 sœurs de plusieurs nationalités. Sœurs contemplatives, elles limitent les paroles et ont une vie de prière intense. Elles récitent les offices : les Laudes à 7 h 35, l'Eucharistie à 8 h 15 (dimanche et jours fériés à 9 h), Sexte à 11 h 35, les Vêpres à 17 h, l'office des lectures et de Complies à 20 h 25. Elles méditent les textes sacrés et prient pour les intentions de prière qu'elles reçoivent avec les dons des fidèles au diocèse de Strasbourg.

### Travail
La règle du Carmel exige des sœurs : "Vous devez vous livrer à quelque travail, afin que le diable vous trouve toujours occupés et que votre oisiveté ne lui permette pas d’avoir accès à vos âmes". Les carmélites tissent des nappes d'autel, des aubes de prêtres ou d'enfants de chœur et différents objets liturgiques.
Elles s'occupent également de la gestion des quêtes à l'échelle du diocèse, en moyenne 11 000 chèques par an.

### Accueil
Elles accueillent des retraitants en recherche spirituelle ou s'interrogeant sur leur vocation religieuse.

### Accès
- TER Strasbourg-Haguenau-Wissembourg : arrêt à la gare de Marienthal.
- Autoroute Paris-Strasbourg, direction Haguenau par la D 44, suivre Marienthal.
- Arrêt de bus du Ritmo de Haguenau, ligne 3 Chemin du Parcage - Haguenau Gare - Gare de Marienthal : arrêt devant la basilique.
- À pied : Chemin de Saint Jacques en Alsace (Wissembourg-Cluny) Marienthal entre Walbourg et Brumath.